# Lucía Castañeda Garma
Lucía Castañeda Garma (Ciudad de México, 1978) es una artista visual y fotógrafa mexicana. Su obra gira alrededor de la exploración fotográfica de temas relacionados con dicotomías entre la realidad y fantasía, y la naturalidad y artificialidad. Forma parte del Sistema Nacional de Creadores de Arte.

## Formación
Es licenciada en Comunicación Medios Masivos por la Universidad Autónoma de Aguascalientes y Maestra en Artes Visuales por la Universidad Nacional Autónoma de México en convenio con el Instituto Cultural de Aguascalientes.
Tiene formación en fotografía e historia del arte en el Centro de la Imagen, el Centro de las Artes de Guanajuato, en el Centro de las Artes de San Agustín, en los Talleres FotoGuanajuato y en los talleres de Formación de Impresores de Fotografía Digital.
Ha participado como jurado en varios concursos estatales y regionales y en diversos eventos de educación y divulgación artística. En 2021 ingresó al Sistema Nacional de Creadores de Arte con el proyecto Solo en lo falso está la belleza.
Desde 2005 se desempeña como fotógrafa independiente y como docente de fotografía en la Universidad de las Artes y la Universidad Autónoma de Aguascalientes. 

## Obra
Su obra, enfocada en la fotografía, aborda dicotomías entre la realidad y la fantasía, y la naturalidad y la artificialidad, creando paradojas a partir de la exploración fotográfica de lugares y objetos de la cotidianidad y la búsqueda de relaciones entre la fotografía y la pintura.
En las exhibiciones  Hábitat para un venadoy Copina doméstica.explora estas dicotomías mediante la reflexión de las similitudes entre la fotografía y la taxidermia como métodos de representación de la imagen, y la reflexión con las relaciones que se generan en la forma de entender un lugar u objetos cotidianos a partir de la presencia de animales disecados entre paisajes artificiales, en una búsqueda por la eternidad, perpetuar apariencias y memorias de un objeto.

## Exposiciones
Cuenta con siete exposiciones individuales exhibidas en Aguascalientes, Morelia, San Luis Potosí, Guanajuato, Celaya y Ciudad de México, entre las que se encuentran Escenario de ausencia y Copina doméstica en el Museo de Arte Carrillo Gil.
Ha participado en más de treinta exposiciones colectivas, entre las que destacan El Baño. La fotografía contemporánea entre lo público y lo privado, y Esos insólitos sentimientos encontrados, ambas en la Ciudad de México.
Para 2014, realiza una exposición en la conmemoración del décimo aniversario del Centro de Investigación y Estudios Literarios de Aguascalientes (CIELA) Fraguas. La exposición se tituló El tiempo circular: diez años de CIELA Fraguas, y contenía tanto fotografías de Lucía Castañeda, como textos de autores.
Su obra ha sido seleccionada en concursos nacionales como el Tercer Concurso de Fotografía Contemporánea, la XII y IX Bienal de Monterrey FEMSA, la 2.ª Bienal Nacional del Paisaje, la II Bienal de Fotografía Oaxaca 2016, la XIII Bienal de Fotografía, y el XXV y XXII Encuentro Nacional de Arte Joven.
En 2018 participó en la exposición colectiva 10 años en 10 portadas, conmemorando al periódico La Jornada Aguascalientes, en la galería del Centro de Artes Visuales. Ese mismo año, su obra fue parte de la subasta en beneficio de la Casa Terán.
En 2024 participó en el Foro Cultural 24, con otros 20 artistas, llevado a cabo en el Centro de las Artes San Agustín (CaSa), el Instituto de Artes Gráficas de Oaxaca (IAGO) y el Centro Fotográfico Manuel Álvarez Bravo (CFMAB), de Oaxaca.

## Premios y distinciones
Ha sido acreedora de múltiples premios, becas y distinciones:
- Mención honorífica en la II Bienal de Fotografía Oaxaca en 2016.[13]
- Becaria del Programa de Estímulo a la Creación y Desarrollo Artístico de Aguascalientes en 2015.
- Ganadora del Premio Único de Fotografía en el Concurso de Fotografía y Pintura organizado por el Consejo Nacional de Productores de Chiles, en  2010.
- Mención honorífica en el XXV Encuentro Nacional de Arte Joven en 2005.
- Becaria del Fondo Estatal para la Cultura y las Artes de Aguascalientes en 2003.
- Ganadora del primer premio en el Certamen Nacional Creación Joven del Instituto Mexicano de la Juventud en 2002.

Su obra ha sido publicada en revistas como Cuartoscuro y Fahrenheit, así como en los catálogos de diversos certámenes y memorias gráficas de varios eventos nacionales de fotografía.